# Sandwijck
De buitenplaats Sandwijck bevindt zich ten zuiden van De Bilt, Utrechtseweg nr. 305 en omstreken.

## Geschiedenis

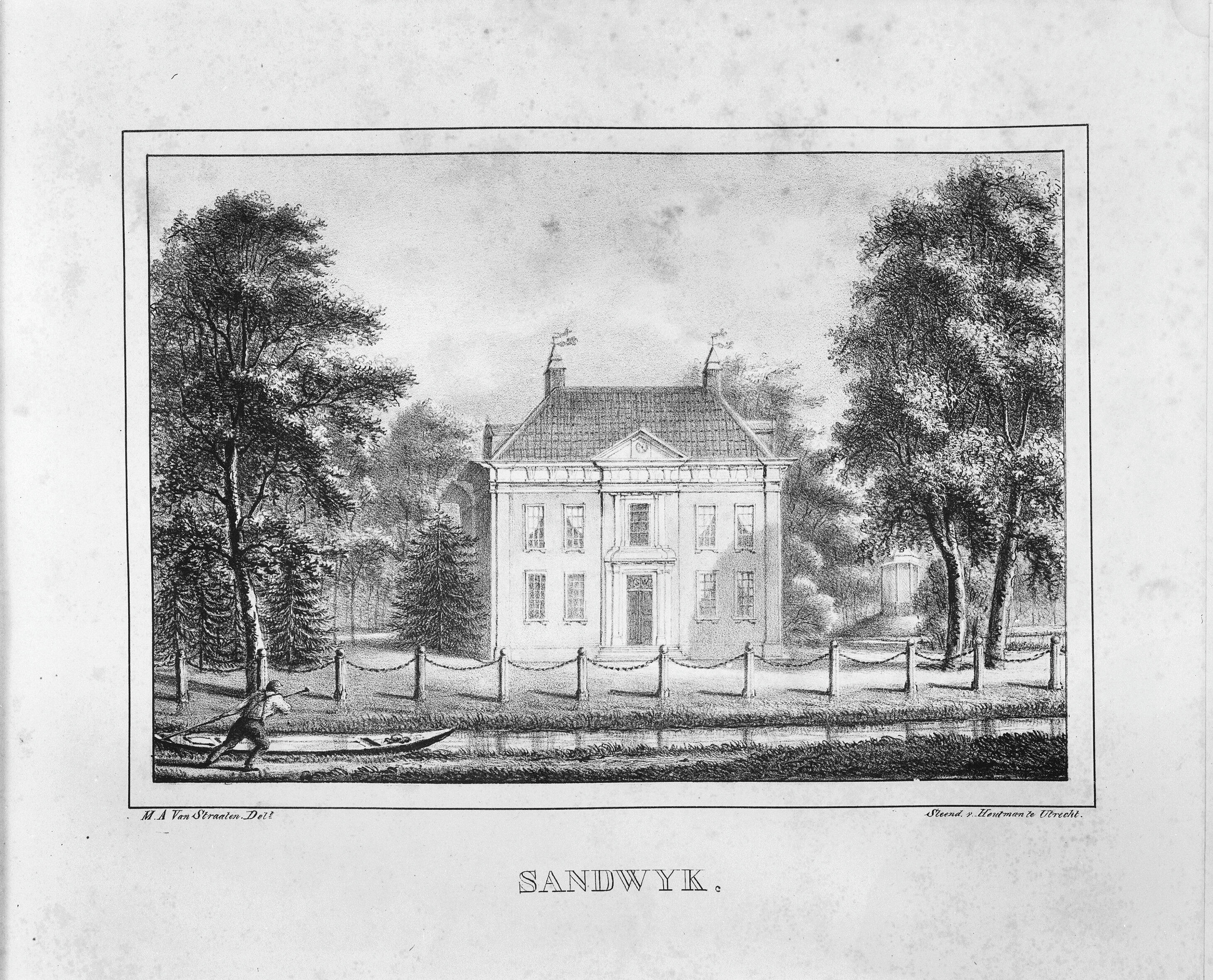
Sandwijck in 1830

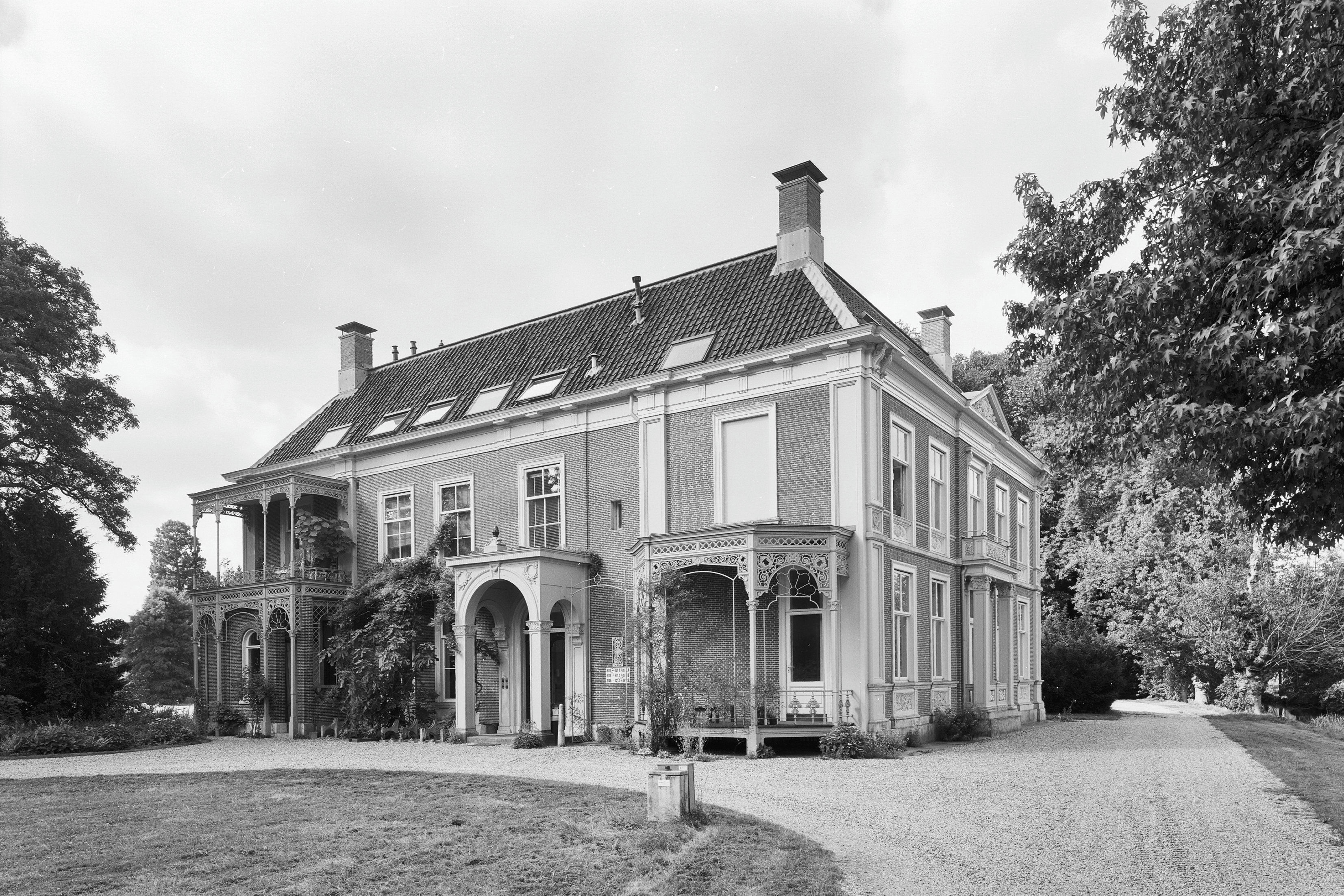
Sandwijck in 1998

Oorspronkelijk waren de landerijen waarop later Sandwijck zou ontstaan, eigendom van het klooster Oostbroek. Na verkoop aan Carel van Utenhove, heer van Rijnestein, verkochten diens erfgenamen het land in 1644 aan de familie Van Hattum. Nog in de 17e eeuw werd er een boerderij gebouwd. Deze kwam uiteindelijk door vererving in het bezit van Adriana Voet van Winssen in 1759. Door haar werd in 1770 opdracht gegeven de boerderij te vervangen door een buitenhuis. Ook het park werd aangelegd in de Engelse landschapsstijl. Dit park werd echter in 1833 sterk gewijzigd door Hendrik van Lunteren.
In 1788 verkochten de erfgenamen van Paul Engelbert Voet van Winssen en Adriana van Halm Sandwijck aan de Utrechtse muntmeester Johannes Sebastiaan van Namen.
In 1854 kwam Sandwijck door vererving in het bezit van mevrouw Elisabeth Charlotta Petronella Both Hendriksen (1809-1880) en haar man, Christiaan Willem Johan baron van Boetzelaer, heer van Dubbeldam (1806-1872). Tot 1963 bleef de familie van Boetzelaer eigenaar. In dat jaar werd het huis verkocht aan de stad Utrecht, die het daarna in 1967 doorverkocht aan de Universiteit Utrecht.
De universiteit wilde het huis gaan gebruiken als huisvesting voor haar gasten en de tuin moest deel gaan uitmaken van de Botanische Tuinen Universiteit Utrecht. Van die plannen kwam echter niets terecht, mede door de aanleg van de rijksweg 28 tussen De Uithof en het huis Sandwijck. Vervolgens stond het huis ruim 16 jaar leeg, waarbij het landhuis en landgoed verwaarloosd werden. Het raakte in verval en vrijwel alles van waarde werd uit het huis ontvreemd. Ten slotte werd er een sloopvergunning aangevraagd.
De sloop ging echter niet door, doordat in maart 1980 het huis gekraakt werd en de bewoners hard aan de slag gingen om de leeggeroofde bouwval te restaureren. Ook werd door een groep vrijwilligers, de Werkgroep Sandwijck, het achterstallige onderhoud van het landgoed aangepakt.
Tien jaar later werd het huis gelegaliseerd, en in de periode 1989-1991 werd het monumentale pand professioneel gerestaureerd. Vanaf deze restauratie heeft Woonstichting De Key het landhuis voor de bewoners in eigendom, waarbij de Stichting Het Utrechts Landschap de nieuwe eigenaar van de grond werd en deze deels in erfpacht uitgeeft. Het pand is nu een complex met onzelfstandige appartementen, waarbij de bewoners een woongroep vormen. In september 2020 werd het pand door De Key verkocht aan de monumentenorganisatie Stadsherstel Utrecht.
Het landgoed is ca. 72 ha groot. Het park gaat via een gesloten bos over in een weidegebied met houtsingels en enkele boomgroepen. Sandwijck onderscheidt zich van andere landgoederen in de regio door een grote verscheidenheid aan bomen. In de negentiende eeuw is door de toenmalige eigenaar een aantal exotische boomsoorten uit andere werelddelen aangeplant. Op het landgoed bevinden zich onder meer een kapelletje en een pergola. Beide zijn respectievelijk in 1998 en 1999 gerestaureerd.

## Bewoners
- 1644 C. Utenhoven
- 1759 Adriana Voet van Winssen
- 1807 - 1880 familie Both Hendriksen
- (1854) 1880 - 1963 familie Van Boetzelaer
- 1963 - 1967 Gemeente Utrecht
- 1967 Universiteit van Utrecht
- 1980 - 1989 Krakers
- 1989 - heden Woongroep

## Huidige doeleinden
Het landgoed is opengesteld voor het publiek. Niet voor honden en fietsen. Groot deel is rustgebied voor natuur, wandelen kan op de paden in het parkgedeelte.
Het huis is opgedeeld in appartementen en wordt bewoond door een woongroep. Het huis is niet toegankelijk voor het publiek.